# ビアー
ビアー（古希: Βία, Biā）は、ギリシア神話の女神である。力、勇敢、武勇、暴力が神格化されたもの。長母音を省略してビアとも表記される。
ティーターンのパラースとステュクスの娘で、兄弟にニーケー（勝利）、クラトス（力）、ゼーロス（熱意）がいる。兄弟とともに、ゼウスの側近を務めている。
アイスキュロスは、ビアーはクラトスとヘーパイストスとともにプロメーテウスを縛ったと述べている。パウサニアスは、コリントスにはビアーとアナンケー（必然）を合祀した神域があったが、この神域に人が立ち入ることは許されていないと報告している。